# Списък на политическите партии в Египет
До Египетската революция от 2011 година политическата система в Египет е на практика еднопартийна. В месеците след революцията, когато се подготвя изборът на Народно събрание, което да приеме нова конституция на страната, управляващата Национално-демократическа партия е разпусната и са регистрирани много нови партии с различна политическа ориентация.
| Партия | Места в парламента (2012) |
| --- | ------------------------- |
| Демократичен алианс за Египет - Партия на свободата и справедливостта - Партия на достойнството - Гад ел-Таура - Партия на цивилизацията - Ислямска трудова партия - Египетска арабска социалистическа партия - Египетска реформистка партия - независими | 213 6 2 1 9               |
| Алианс за Египет - Нур - Партия на изграждането и развитието - Партия на автентичността | 107 13 3                  |
| Нова партия Уафд | 38                        |
| Египетски блок - Египетска социалдемократическа партия - Партия на свободните египтяни - Национална прогресивна юнионистка партия | 16 15 4                   |
| Уасат | 10                        |
| Реформи и развитие | 9                         |
| Революцията продължава - Социалистически народен алианс - Свободен Египет - Партия за равенство и развитие | 7 1                       |
| Национална партия на Египет | 5                         |
| Египетски гражданин | 4                         |
| Партия на свободата | 4                         |
| Партия на съюза | 2                         |
| Партия на справедливостта | 1                         |
| Консервативна партия | 1                         |
| Демократична партия на мира | 1                         |
| Партия за арабско египетско единство | 1                         |
| независими | 29                        |